# Łaskawnik siedmiopręgi
Łaskawnik siedmiopręgi, łaskownik lusosso (Distichodus lusosso) – gatunek słodkowodnej ryby z rodziny Distichodontidae. Hodowana w akwariach.

## Występowanie
Ryba ta występuje naturalnie w Afryce Środkowej – w dorzeczu rzeki Kongo (Angola, Demokratyczna Republika Konga, Kongo, Republika Środkowoafrykańska).

## Opis

### Wielkość
Długość do 40 cm.

### Wygląd
Ciało tej ryby jest bocznie spłaszczone. Charakterystyczny dla niej jest wydłużony pysk. Łaskownik siedmiopręgi jest ubarwienia żółtobrązowego z poprzecznymi ciemnymi pręgami. Płetwy ma barwy żółto-pomarańczowej.

## Hodowla

### Odżywianie
Powinna dostawać pokarm obfitujący w składniki pochodzenia roślinnego. 

### Warunki hodowlane
Ryba ta cechuje się spokojnym temperamentem. Do jej hodowli jest potrzebne dużej pojemności akwarium. Może sprawiać problemy w zbiornikach z żywymi roślinami, ponieważ będzie je podgryzać. 

### Temperatura wody
22–26 °C.

### Rozmnażanie
Brak szczegółowych informacji o rozmnażaniu się tej ryby w warunkach hodowlanych.

## Status
W Czerwonej księdze gatunków zagrożonych IUCN Distichodus lusosso jest klasyfikowany jako gatunek najmniejszej troski (LC, Least Concern).